# روني إرنست
روني إرنست (بالألمانية: Ronny Ernst)‏ (7 مايو 1976 بدرسدن في ألمانيا - ) هو لاعب كرة قدم ألماني في مركز الوسط. شارك مع منتخب ألمانيا تحت 21 سنة لكرة القدم. أما مع النوادي، فقد لعب مع دينامو دريسدن وروت فايس أوبرهاوزن وروت فايس إيسن وغرويتر فورت وفالدهوف مانهايم وميونخ 1860 ونادي درسدن ‏ وSV 19 Straelen ‏ وTSV 1860 Munich II ‏.

## وصلات خارجية
- روني إرنست على موقع قاعدة بيانات كرة القدم.إي يو (الإنجليزية)
- روني إرنست على موقع بيانات كرة القدم. دي إي (الألمانية)
- روني إرنست على موقع عالم كرة القدم.نت (الإنجليزية)